# Liste der denkmalgeschützten Objekte in Brandenberg (Tirol)
Die Liste der denkmalgeschützten Objekte in Brandenberg enthält die 10 denkmalgeschützten, unbeweglichen Objekte der Tiroler Gemeinde Brandenberg.

## Denkmäler
| Foto |                 | Denkmal                                                                                                 | Standort                                          | Beschreibung | Metadaten |
| ---- | --------------- | --- | ------------------------------------------------- | --- | --- |
| ja   | Datei hochladen | Volksschule Aschau HERIS-ID: 106286 Objekt-ID: 123417 TKK: 115572                                       | Aschau 27 Standort KG: Brandenberg                | Das weithin sichtbar am Hang gelegene Gebäude wurde 1926/1927 errichtet, 1981 renoviert und 1987–1989 um einen Anbau mit Mehrzweck- und Lehrmittelräumen sowie Räumlichkeiten der Feuerwehr erweitert. Der zweigeschoßige Bau mit Satteldach ist in zeittypischen Formen gestaltet. Die Schauseite zum nordseitigen Abhang ist mit geböschten, steinsichtigen Eckpfeilern, polygonalen Eckerkern, einem Söller mit gedrechselten Balustern und Säulen sowie einer teils verschalten Giebellaube mit Zierschnittbrettern gegliedert. Das Erdgeschoß mit den Klassenräumen ist großflächig belichtet, die Fenster im ersten Ober- und im Dachgeschoß sind mit zweiflügeligen Klappjalousien versehen. | BDA-Hist.: Q37807290 Status: § 2a Stand der BDA-Liste: 2025-06-30 Name: Volksschule Aschau GstNr.: 1551                                                                                               |
| ja   | Datei hochladen | Kath. Filialkirche zum Hl. Kreuz / Schmerzhafte Muttergottes HERIS-ID: 59772 Objekt-ID: 71347 TKK: 2247 | bei Aschau 34 Standort KG: Brandenberg            | Die Kirche wurde 1707 erbaut, 1749/1751 vergrößert und im Inneren ausgemalt, 1847/1848 um das Presbyterium erweitert und 1852 neu geweiht. 1966–1968 wurde ein traufseitiger Anbau abgebrochen und die Sakristei an der Westseite errichtet. Der Mauerbau hat ein steiles, schindelgedecktes Satteldach, einen polygonalen Chor und einen massiven Giebelreiter. An der Stirnwand des Chors befindet sich ein modernes Wandbild mit Schutzmantelmadonna, am Sakristeianbau eine gemalte Sonnenuhr. Der dreijochige Innenraum ist mit Pilastern gegliedert und mit einer Tonne mit Stichkappen überwölbt. Die Deckenmalereien wurden 1852 von Johann Georg Lackner geschaffen. | BDA-Hist.: Q15809646 Status: § 2a Stand der BDA-Liste: 2025-06-30 Name: Kath. Filialkirche zum Hl. Kreuz / Schmerzhafte Muttergottes GstNr.: .594 Filialkirche zur Schmerzhaften Muttergottes, Aschau |
| ja   | Datei hochladen | Wachthaus/Forsthaus Wacht HERIS-ID: 106261 Objekt-ID: 123392 TKK: 2601                                  | Aschau 74 Standort KG: Brandenberg                | Das weithin sichtbare Haus auf dem Pinegger Bichl wurde 1839/1840 errichtet. Der dreigeschoßige Mauerbau mit Walmdach hat regelmäßig gegliederte Fassaden mit einem Gesimsband über dem Erdgeschoß. An den Fenstern befinden sich zweiflügelige Klappläden. An der Südseite ist eine kleine Holzveranda angebaut. | BDA-Hist.: Q37807279 Status: § 2a Stand der BDA-Liste: 2025-06-30 Name: Wachthaus/Forsthaus Wacht GstNr.: .135                                                                                        |
| ja   | Datei hochladen | Bauernhaus Schneiderhof HERIS-ID: 39014 Objekt-ID: 38712 TKK: 2689                                      | Brandenberg 8 Standort KG: Brandenberg            | Der zweigeschoßige, quergeteilte Einhof mit Satteldach wurde 1666 errichtet und laut Inschrift an der Firstpfette 1783 umgebaut. Der Wohnteil in der südöstlichen Gebäudehälfte über giebelseitig erschlossenem Mittelflurgrundriss ist im Erdgeschoß gemauert, darüber als eng verfugter Kantblockbau aufgeführt. Die Eingangsfassade schmücken zwei Wandgemälde vom Ende des 18. Jahrhunderts (Kreuzigung und Mariahilf). Im ersten Obergeschoß befindet sich ein dreiseitig umlaufender, säulengestützter Söller, im Dachgeschoß eine teils verschalte Giebellaube. Die Brüstungen weisen balusterförmig ausgesägte Zierschnittbretter. Der nordwestlich anschließende Wirtschaftsteil besteht aus einem gemauerten Stall und einer als Ständerbau mit senkrechter Bretterschalung ausgeführten Heulege. | BDA-Hist.: Q37986324 Status: Bescheid Stand der BDA-Liste: 2025-06-30 Name: Bauernhaus Schneiderhof GstNr.: .11                                                                                       |
| ja   | Datei hochladen | Kath. Pfarrkirche hl. Georg HERIS-ID: 105789 Objekt-ID: 122821 TKK: 2245                                | gegenüber Brandenberg 19 Standort KG: Brandenberg | Die 1416 erstmals urkundlich erwähnte Kirche geht ins 13. Jahrhundert zurück. Der heutige Bau wurde 1678–1680 als einer der frühesten Barockbauten im Tiroler Unterland errichtet, dabei wurden Teile des spätgotischen Vorgängerbaus einbezogen. An das vierjochige Langhaus schließen ein zweijochiger, polygonal geschlossener Chor und ein Nordturm mit hohem Giebelspitzhelm an. Innen ist das Langhaus mit einer Tonne mit Stichkappen überwölbt und mit Pilastern mit Akanthuskapitellen gegliedert. Die Fenster werden von Ornamentstuck aus der Bauzeit umrahmt. Die Deckenmalereien wurden 1853 von Josef Arnold dem Älteren geschaffen. | BDA-Hist.: Q15275241 Status: § 2a Stand der BDA-Liste: 2025-06-30 Name: Kath. Pfarrkirche hl. Georg GstNr.: .17/1 Sankt Georg (Brandenberg, Tirol)                                                    |
| ja   | Datei hochladen | Friedhof mit Josefskapelle und Kriegerdenkmal HERIS-ID: 106248 Objekt-ID: 123377 TKK: 115571, 2246      | gegenüber Brandenberg 20 Standort KG: Brandenberg | Der Friedhof umschließt die Pfarrkirche und wird seinerseits von einer etwa mannshohen Mauer umschlossen. Er wurde bereits im 15. Jahrhundert angelegt. Die Josefskapelle wurde 1681 erbaut. Die Pietà am Kriegerdenkmal wurde 1956 von Peter Schneider geschaffen. | BDA-Hist.: Q37807256 Status: § 2a Stand der BDA-Liste: 2025-06-30 Name: Friedhof mit Josefskapelle und Kriegerdenkmal GstNr.: 1511, .17/2, .402, 258, 223/2 Friedhof Brandenberg, Tyrol               |
| ja   | Datei hochladen | Atzlkapelle, Kapelle Hl. Dreifaltigkeit HERIS-ID: 39013 Objekt-ID: 38711 TKK: 2257                      | bei Brandenberg 122 Standort KG: Brandenberg      | Die teils in den Hang gebaute Hofkapelle wurde 1724 vom damaligen Hofeigentümer zum Dank errichtet. Der Mauerbau mit abgerundeten Ecken weist ein steiles, schindelgedecktes Satteldach und einen polygonalen Chor auf. Die Fassaden sind durch Pilaster mit abschließendem Gesims gegliedert. Der überdachte, rechteckige Eingang ist über eine kleine Treppenanlage erschlossen und wird von zwei Figurennischen mit Muschelkonchen flankiert. Das Innere wird von einer Stichkappentonne mit Gurten über Wandpfeilern und profiliertem Gesims überwölbt. Das Gewölbe schmückt ein barockes Fresko des Evangelisten Johannes aus der Erbauungszeit. | BDA-Hist.: Q37986307 Status: Bescheid Stand der BDA-Liste: 2025-06-30 Name: Atzlkapelle, Kapelle Hl. Dreifaltigkeit GstNr.: 581/2                                                                     |
| BW   | Datei hochladen | Hachakapelle/Schulkapelle HERIS-ID: 59754 Objekt-ID: 71324 TKK: 2259                                    | bei Brandenberg 143 Standort KG: Brandenberg      | Die Kapelle wurde 1931/1932 an das 1929 errichtete und seitdem mehrfach umgestaltete ehemalige Schulhaus von Hacha angebaut. Der Mauerbau mit polygonalem Chorschluss weist ein steiles, schindelgedecktes Satteldach mit hölzernem Dachreiter mit Zwiebelhaube auf. Er ist ostseitig von der Straße durch einen 1966 errichteten Zugang erschlossen. Im gewölbten Inneren ist der Chorraum durch einen Gurtbogen vom Betraum getrennt. | BDA-Hist.: Q38088582 Status: § 2a Stand der BDA-Liste: 2025-06-30 Name: Hachakapelle/Schulkapelle GstNr.: .513                                                                                        |
| BW   | Datei hochladen | Denkmalanlage Sägemühle Pinegg HERIS-ID: 106311 TKK: 140608seit 2023                                    | Aschau 62, gegenüber Standort KG: Brandenberg     | Das Sägewerk und Elektrizitätswerk an der Mündung der Steinberger Ache in die Brandenberger Ache ist ab 1775 als Getreidemühle und ab 1856 als Sägemühle nachweisbar. 1903 wurde die Anlage neu- bzw. umgebaut, 1928 wurde eine Francis-Turbine mit liegender Welle anstelle des oberschlächtigen Wasserrads eingebaut, 1932 folgte ein Drehstromgenerator zur Versorgung der umliegenden Höfe mit Elektrizität. Das zweigeschoßige Sägegebäude mit Pfettenstuhldach wurde 1902/03 errichtet und besteht teils aus originalem Bruchsteinmauerwerk, teils aus Stampfbetonmauern von 1928. Das Obergeschoß mit Dachraum ist in Ständerbauweise aufgesetzt, mit Brettern senkrecht verschalt und durch Kopfbänder ausgesteift. Das Innere des Gebäudes ist in drei Ebenen gegliedert: Im Vorgelegeraum im Untergeschoß befindet sich die Transmissionsanlage mit gusseisernen Schwungrädern und Riemenscheiben aus der Zeit um 1902/1903, daran ist die Francis-Turbine mit liegender Welle angebaut. Im Sägeboden im Erdgeschoß stammt der Maschinenbestand aus der Zeit um 1902/1903: Sägegatter mit einem Blatt, Kreissäge, Saumsäge und Fassbodensäge. Nach Nordwesten ist ebenerdig der in Stampfbetonmauerwerk aufgeführte Generatorenraum aus der Zeit um 1932 mit Drehstromgenerator, Regler und Messinstrumenten angebaut. Im Obergeschoß befinden sich zwei Wohnräume sowie zwei Lagerräume. | BDA-Hist.: Q119231458 Status: Bescheid Stand der BDA-Liste: 2025-06-30 Name: Denkmalanlage Sägemühle Pinegg GstNr.: .138/1, .138/2, 927/2                                                             |
| ja   | Datei hochladen | Schneidjochinschriften/Gesteinsinschriften Wildalm HERIS-ID: 104677 Objekt-ID: 121542 TKK:              | Standort KG: Brandenberg                          | In einer Felsspalte unterhalb des Schneidjochs finden sich rätische Inschriften, die aus der jüngeren Eisenzeit (ca. 500–15 v. Chr.) stammen. Vier der sieben Inschriften konnten entziffert werden. Sie beinhalten die Namen von Personen, die an diesem Ort, vermutlich einem Quellheiligtum, Kulthandlungen durchgeführt haben. | BDA-Hist.: Q37801549 Status: § 2a Stand der BDA-Liste: 2025-06-30 Name: Schneidjochinschriften/Gesteinsinschriften Wildalm GstNr.: 1335/1 Inscriptions at Schneidjoch                                 |

## Ehemalige Denkmäler
| Foto |                 | Denkmal                                                                                              | Standort                                | Beschreibung | Metadaten |
| ---- | --------------- | --- | --------------------------------------- | --- | --- |
| ja   | Datei hochladen | Hubertuskapelle bei der Erzherzog-Johann-Klause HERIS-ID: 106272 Objekt-ID: 123403 TKK: 2258bis 2021 | bei Aschau 82a Standort KG: Brandenberg | Der verschindelte Ständerbau auf rechteckigem Grundriss mit schmalem Giebelreiter wurde 1837 im Zuge des Klausenbaus errichtet. | BDA-Hist.: Q15816103 Status: Denkmalschutz prüfen Stand der BDA-Liste: 2021-07-01 Name: Hubertuskapelle bei der Erzherzog-Johann-Klause GstNr.: .182/3 Hubertuskapelle (Brandenberg) |